# Феличе Ђимонди
Феличе Ђимонди (итал. Felice Gimondi; 29. септембар 1942 — 16. август 2019) био је италијански професионални бициклиста у периоду од 1965. до 1979. године. У првој години као професионалац, освојио је Тур де Франс. Поред Тура, Ђимонди је три пута освајао Ђиро д’Италију и једном Вуелта а Еспању. Након што је освојио Вуелту, добио је надимак Феникс и постао је други возач који је освојио све три гранд тур трке, након Жака Анкетила. Ђимонди је и рекордер по броју освојених подијума на Ђиро д’Италији, укупно их је освојио девет.
Поред гранд тур трка, освојио је Тур де Романди и Вуелта а Каталуњу, као и монументалне класике — Париз—Рубе и Милано—Санремо и Ђиро ди Ломбардију. Освојио је Светско првенство 1973, а поред злата, освојио је по једну сребрну и бронзану медаљу на Светском првенству.

## Каријера

### 1965—1972.
Ђимонди је почео да вози бицикл са мајком, која је вршила доставе на бициклу. 1962. године, придружио се аматерском тиму у Сардени. 1964. освојио је Тур Авенир (аматерска верзија Тур де Франса), након чега је учествовавао на Летњим олимпијским играма и завршио је друмску трку на 33 месту.
Након добрих резултата у аматерској конкуренцији, 1965. је потписао професионални уговор са тимом Салварани. На свом првом наступу на Ђиро д’Италији освојио је треће место. За Тур де Франс је додат у задњем минуту, што се исплатило јер је освојио Тур, уз две етапне победе и постао херој нације.
Године 1966, стартовао је победом у Оксеру, а затим је освојио класике Париз—Рубе и Париз—Брисел. На Ђиро д’Италији, победио је на једној етапи, али је у генералном пласману завршио на петом месту. Тур де Франс није возио, а крајем сезоне, освојио је класик Ђиро ди Ломбардија. 1967. у трећем покушају, успио је да освоји Ђиро д’Италију, уз једну етапну победу. Тур де Франс завршио је тек на седмом месту, уз победе на две етапе. До краја сезоне, победио је само на трци у Лавалу.
Године 1968, победио је на Критеријуму Ас и на трци Ђиро дел Валдано. На Вуелта Каталонији освојио је друго место, а на класику Гент—Вевелгем, треће. На свом првом наступу на Вуелта а Еспањи, победио је на етапи 17 и освојио је Вуелту са 2 минута испред другопласираног Шпанца Хозеа Переза. На Ђиро д’Италији, победио је на етапи 16 и освојио је треће место у генералном пласману. Након Ђира, освојио је национално првенство у друмској вожњи и трку гран при десет нација (незванично светско првенство у вожњи на хронометар). Током Ђира 1968. Ђимонди је први пут пао на допинг тесту, али није суспендован. 1969. годину, почео је са другим местом у Алесу, а затим је победио на тркама у Бретањи и Имоли и на трци Ђиро дела Апенино. На трци Барселона—Андора, завршио је на четвртом месту. Добру сезону крунисао је освајањем Тура Романдије и Ђиро д’Италије. На Тур де Франсу је победио на једној етапи и завршио је на четвртом месту у генералном пласману. До краја сезоне освојио је друго место на трци Париз—Луксембург и на трци Монжуика, где је победио на једној етапи.
Прву победу 1970. остварио је на трци у Пијемонту, након чега је освојио неколико других места, укључујући и национално првенство и Ђиро д’Италију. На Туру Швајцарске је победио на једној етапи, а на крају сезоне освојио је друго место на Ђиро ди Ломбардији и треће на светском првенству. 1971. освојио је друго место на Милан—Санрему, девето место на Лијеж—Бастоњ—Лијежу, две етапе на Ђиро д’Италији, где је завршио на седмом месту у генералном пласману. Задњу победу у сезони остварио је на Ђиру Пијемонта, док је на Вуелта Каталонији освојио пето место, а на светском првенству је освојио друго место. Највећи успех 1972. био му је освајање националног првенства. На Ђиро д’Италији није остварио победу, а завршио је на осмом месту у генералном пласману. После две године, вратио се на Тур де Франс, али је завршио на другом месту, иза Едија Меркса. После Тура, освојио је Вуелта Каталонију, а завршио је трећи на Ђиро ди Ломбардији и други на трофеју Барачи.

### 1973—1979.
Године 1973, освојио је трке у Каневи и Лагоу, након чега је завршио на другом месту на трци Кол Сан Мартино и на Критеријуму Ас. На трци шест дана Милана, освојио је треће место. На Ђиро д’Италији је освојио друго место, уз једну етапну победу. То му је био шести подијум на Ђиру. У наставку сезоне, прескочио је Тур, а затим је победио на трци у Цитадели, на трофеју Берочи, Ђиру Пијемонта и освојио је светско првенство, након два подијума. Освајањем светског првенства, Ђимонди је освојио све велике трке. Након светског првенства, освојио је Ђиро ди Ломбардију по други пут.
Године 1974, је стартовао са два трећа места на тркама у Тоскани, након чега је остварио прву победу у сезони, на трци Бардонечија у Пијемонту. На Ђиро д'Италији је освојио треће место, а затим је освојио Милан—Санремо класик. На националном првенству, освојио је друго место. 1975. годину, стартовао је другим местом на трци Алтопасци у Тоскани и на трци Булциаго у Ломбардији, након чега је остварио неколико победа на тркама по Италији, а завршио је трећи на трци Имола—Сан Марино. На Ђиро д’Италији није забележио победу, али је освојио осми подијум, завршио је на трећем месту. Након Ђира, возио је свој задњи Тур де Франс, победио је на десетој етапи и освојио је пето место. На Туру је Ђимонди други пут у каријери пао на допинг тесту.
Прву победу 1976. остварио је на трци Лиможа у Француској. На нову победу је чекао до Тоскане, а затим је освојио трку у Мадриду. Наставио је са другим местом у Мендиризију и на трци шест дана Милана. Након неколико мањих победа, освојио је по трећи пут Ђиро д’Италију, што му је био укупно девети и задњи подијум на Ђиру и на Гранд тур тркама у каријери. На крају сезоне, освојио је класик Париз—Брисел и треће место на трци шест дана Гренобла.
На почетку 1977. остварио је победе на тркама Калтена у Сицилији, Долмине у Ломбардији и на трци Фаенза. На Ђиро Лација трци, освојио је друго место. На Ђиро д’Италији завршио је на 15 месту у генералном пласману, након чега је освојио трку шест дана Милана, а задњу победу у сезони остварио је на трци Пистоија у Тоскани. 1978. стартовао је трећим местом на трци у Бреши, а наставио је са другим местом у Кантуу, на Гроти ди Кастру и на трци Караноди. Прву победу у сезони остварио је на гран прију Ценаси у Тоскани. На задњем учешћу на Ђиро д’Италији, завршио је на 11 месту. Задњу победу у каријери, остварио је на трци Мендиризио у Швајцарској. Након те победе, завршио је трећи на тркама шест дана Милана и шест дана Гренобла. Једини значајан резултат 1979. било му је треће место на трци шест дана Милана.

## Крај каријере
Феличе Ђимонди је завршио каријеру 1979. године, након чега је остао у тиму Бјанки и био је председник Мтб тима Бјанки, након што се тим за друмски бициклизам угасио. У Ђимондијеву част, основана је трка велика награда Феличеа Ђимондија, у Бергаму.
Ђимонди је преминуо 16. августа 2019. године, након што је доживео срчани удар док је пливао на одмору на Сицилији.